# The Rookie (film, 2002)
The Rookie är en amerikansk sportdramafilm från 2002 i regi av John Lee Hancock och producerad av Walt Disney Pictures. Den är baserad på en sann historia om basebollspelaren Jim Morris, som vid 35 års ålder gjorde sin stora debut i basebolligan Major League Baseball. Filmen har Dennis Quaid i huvudrollen som Morris själv, samt med Rachel Griffiths, Jay Hernandez, Angus T. Jones och Brian Cox som ytterligare huvudrollsinnehavare. Den släpptes för biopremiär i USA den 29 mars 2002. Filmen filmades i 2.40:1 widescreen.

## Handling
High school-coachen Jim Morris trodde att hans dröm var över när han skadade axeln. Men 1999 slår han vad med sitt förlustdrabbade lag: Om de vinner distriktsmästerskapet ska Jim pröva in till högsta serien. Laget börjar vinna, och Jim är snart på väg att bli den äldsta rookien i Major League.

## Rollista
| Dennis Quaid/Trevor Morgan                         | – Jim Morris (även kallad Jimmy som ung) |
| Rachel Griffiths                                   | – Lorri Morris                           |
| Jay Hernandez                                      | – Joaquin "Wack" Campos                  |
| Beth Grant                                         | – Olline                                 |
| Angus T. Jones                                     | – Hunter Morris                          |
| Brian Cox                                          | – Jim Morris Sr.                         |
| Rick Gonzalez                                      | – Rudy Bonilla (kastaren i Owls)         |
| Chad Lindberg                                      | – Joe David Werst                        |
| Angelo Spizzirri                                   | – Joel De La Garza (fångaren i Owls)     |
| Royce D. Applegate                                 | – Henry                                  |
| Russell Richardson                                 | – Brooks                                 |
| Raynor Scheine                                     | – Frank                                  |
| Matt Williams                                      | – Owlsspelare #1                         |
| David Blackwell                                    | – Cal                                    |
| Chris Sheffield                                    | – Snötäckt fångare                       |
| Blue Deckert                                       | – Dave Patterson (basebollscout)         |
| Danny Kamin (i filmen krediterad som Daniel Kamin) | – Mac (Durhams manager)                  |
| Mike Smith                                         | – Fan                                    |
| Kyle Christensen                                   | – Basebollspelare                        |
| Robbie Bigelow                                     | – Beefcake Bigelow                       |
| Jim Morris                                         | – Orlandodomare #2                       |